# UTC+08:45
UTC+08:45 és una zona horària d'UTC amb 8 hores i 45 minuts de retard de l'UTC. El seu codi DTG és H‡.

## Zones horàries
- Central Western Time (CWT) (no oficial)

## Franges

### Temps estàndard (l'any sencer)
- Austràlia
  - Al llarg de la carretera d'Eyre. Encara que no sigui la fraja horària oficial l'utilitzen al següents pobles.
    - Caiguna
    - Eucla
    - Madura
    - Mundrabilla

## Geografia
UTC+08:45 és la zona horària nàutica que comprèn l'alta mar de 131,25° E de longitud.

## Història
L'UTC+08:45 és un horari que usen la gent que viu a la vora de la carretera d'Eyre, que està situada entremig d'Austràlia Occidental i Austràlia Meridional. Entremig d'Australian Western Standard Time i l'Australian Central Standard Time.